# Andrea Verešová
Andrea Verešová, née le 28 juin 1980 à Žilina, est un mannequin slovaque. Elle a été Miss Žilina en 1994, puis Miss Slovaquie en 1999.